# 邓禹 (1904年)
邓禹（1904年—1985年），男，湖北天门人，中华人民共和国政治人物，曾任辽宁省粮食厅厅长，辽宁省人大常委会副主任。